# Железничка станица Хителдорф
Хителдорф је део Беча у округу Пенцинг где се налази важно саобраћајно чвориште и железничка станица Хителдорф-Беч. Станица је отворена 1858. године и звала се Хителдорф-Хакинг до 1981. године. Станица је у власништву Аустријске савезне железнице (ОББ), а опслужују је међуградски, регионални и Шнелбан возови.
У оквиру железничке станице налази се крајња (западна) станица линије У4 бечког метроа.

## Линије возова које стају на станици Хителдорф
| Линије које стају на железничкој станици у Хителдорфу (стање 2022. године) | Линије које стају на железничкој станици у Хителдорфу (стање 2022. године) |
| Линија                                                                     | Траса линије |
| -------------------------------------------------------------------------- | --- |
|                                                                            | Западна железничка станица – Хителдорф – Санкт Пелтен – Амштетен – Линц – Велс – Атнанг – Пуххајм – Феклабрук – Салцбург |
|                                                                            | Западна железничка станица – Хителдорф – Тулнерфелд – Санкт Пелтен – Амштетен (Ст. Валентин) |
|                                                                            | Западна железничка станица – Пенцинг – Хителдорф – Пуркерсдорф – Нојленгбах – Санкт Пелтен |
|                                                                            | Ханделскај – Хајлигенштат – Обердеблинг – Кротенбахштрасе – Герстхоф – Херналс – Отакринг – Брајтензе – Пенцинг –Хителдорф |
|                                                                            | Западна железничка станица – Пенцинг – Хителдорф – Волф ин дер Ау – Хадерсдорф – Вајдлингау – Унтер Пуркерсдорф – Пуркерсдорф центар – Унтер Тулнербах – Тулнербах Пресбаум – Пресбаум – Дирвин – Рекавинкел – Нојленгбах                                                                          |
|                                                                            | Хителдорф – Шпајзинг – Мајдлинг – Мацлаинсдорфер плац – Хауптбанхоф (перони 1 и 2) – Симеринг – Хајдештрасе – Пратеркај – Штатлау – Ерцхерцог Карл штрасе – Хирштетен – Асперн Норд |
|                                                                            | Хителдорф – Обер Ст. Вејт – Унтер Ст. Вејт – Брауншвајг гасе – Хицинг – Шенбрун – Мајдлинг Хауптштрасе – Ленгенфелд гасе – Маргеретен гиртл – Пилграмгасе – Кетенбрикен гасе – Карлсплац – Штатпарк – Ландштрасе – Шведенплац – Шотенринг – Розауер Ленде – Фриденсбрике – Шпителау – Хајлигенштат |

## Галерија снимака
- Јун 1925: Први воз са учесницима фестивала стиже на станицу Хителдорф.
- Бивша станична зграда електричне градске железнице из 1925. године. Срушена је јула 1974. и претворена у метро станицу линије У4.
- Приступ полазном перону бечке градске железнице, јануар 1979. године.
- Долазак воза на станицу Хителдорф у јануару 1979. године, лево је некадашњи депо.
- Подвожњак према згради станице, јануар 1979. године.
- Јужни долазни перони, април 1981. године.
- Део станице са станичном зградом и централном платформом, између пролазног колосека без перона (децембар 1981. године).
- Централна сигнална станица у децембру 1981. године.
- Северна зграда станице у септембру 2007. године.
- Јужни прилаз станици у септембру 2009. године.
- Подвожњак са јужним излазом из станице на улицу Хадикгасе
- Поглед са Химелхофа: У првом плану је јужна зграда станице са станицом У4, иза ње је северна зграда северне станице и између њих су железничке шине ОББ-а.
- Поглед на унутрашњост северне станице са директним приступом перону 1 (октобар 2009. године).
- Октобар 2009: Поглед са перона 5 у источном правцу према централној сигналној станици.
- Централни перон и перон 3 у августу 2012. године.
- Зграда станице окренута према југу, детаљан приказ пре реновирања (септембар 2014. године).
- Централна сигнална станица у марту 2015. године.
- Колосеци ОББ и северна зграда станице; улаз за паркиралиште, станицу У4 и јужну зграду станице (јун 2018. године).